# Богарт (Джорджія)
Богарт (англ. Bogart) — місто (англ. town) в США, в округах Оконі і Кларк штату Джорджія. Населення — 1326 осіб (2020).

## Географія
Богарт розташований за координатами 33°56′51″ пн. ш. 83°32′1″ зх. д. / 33.94750° пн. ш. 83.53361° зх. д. (33.947625, -83.533749).  За даними Бюро перепису населення США в 2010 році місто мало площу 6,16 км², з яких 6,13 км² — суходіл та 0,03 км² — водойми.

## Демографія
Згідно з переписом 2010 року, у місті мешкали 1034 особи в 400 домогосподарствах у складі 297 родин. Густота населення становила 168 осіб/км².  Було 443 помешкання (72/км²).
Расовий склад населення:
| - 85,9 % — білих - 6,7 % — чорних або афроамериканців - 2,4 % — азіатів - 0,2 % — корінних американців - 3,1 % — осіб інших рас |

До двох чи більше рас належало 1,7 %. Частка іспаномовних становила 7,8 % від усіх жителів.
За віковим діапазоном населення розподілялося таким чином: 26,2 % — особи молодші 18 років, 62,7 % — особи у віці 18—64 років, 11,1 % — особи у віці 65 років та старші. Медіана віку мешканця становила 37,1 року. На 100 осіб жіночої статі у місті припадало 93,3 чоловіків;  на 100 жінок у віці від 18 років та старших — 84,7 чоловіків також старших 18 років.
Середній дохід на одне домашнє господарство  становив 57 526 доларів США (медіана — 41 316), а середній дохід на одну сім'ю — 60 960 доларів (медіана — 42 171). Медіана доходів становила 36 250 доларів для чоловіків та 34 219 доларів для жінок. За межею бідності перебувало 14,2 % осіб, у тому числі 17,2 % дітей у віці до 18 років та 6,4 % осіб у віці 65 років та старших.
Цивільне працевлаштоване населення становило 510 осіб. Основні галузі зайнятості: освіта, охорона здоров'я та соціальна допомога — 23,3 %, мистецтво, розваги та відпочинок — 16,5 %, роздрібна торгівля — 9,4 %, науковці, спеціалісти, менеджери — 9,2 %.